# Umm ali

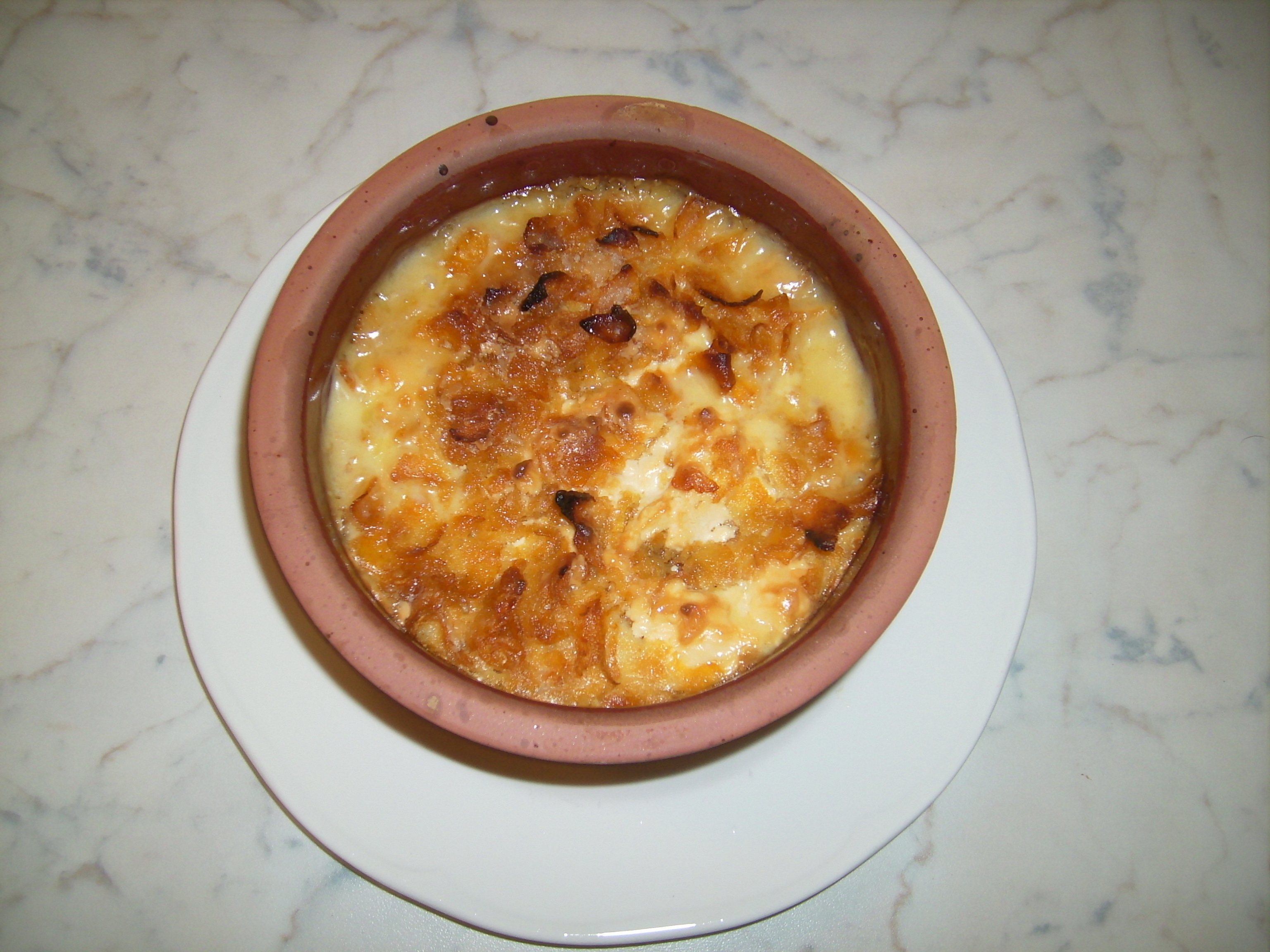
Umm Ali

Umm Ali (arabiska: Alis mor) är en vanlig efterrätt i Egypten. Rätten är en brödpudding med grädde, mandel och ibland kardemumma, vars smak påminner om semla.